# جنسیت خدا
جنسیت خدا را می‌توان به‌عنوان یک صفت حقیقی یا یک وجه تمثیلی برای یک خدا در نظر گرفت. در یکتاپرستی، افراد نمی‌توانند جنسیت را به معنای معمول آن، برای خدا در نظر بگیرند. چون به باور آن‌ها خدا یگانه است و صفاتش را نمی‌توان با دیگر موجودات مقایسه کرد؛ بنابراین درنهایت ایدهٔ «جنسیت الهی» یک قیاس تلقی می‌شود که انسان‌ها برای ارتباط بهتر با خدا (به‌عنوان یک مفهوم) و بدون نسبت دادن جنسیت به او استفاده می‌کنند. در حالی که معتقدان به چندخدایی جنسیت را به‌مفهوم رایج آن برای خدا در نظر می‌گیرند و به باور آن‌ها او می‌تواند با خدایان دیگر یا حتی با انسان‌ها تعامل جنسی داشته باشد.

## تصور خدا به‌شکل یک مرد
زمانی که در مورد خدا سخن می‌گوییم، پرهیز از به‌کار بردن ضمیرهای مشخص‌کنندهٔ جنسیت مثل «He» و «She» دشوار است و کمی گستاخانه به نظر می‌رسد اگر در مورد او به‌شیوه‌ای صحبت کنیم گویی یک نیروی فاقد شخصیت مثل جاذبه یا تورم است. در سال ۲۰۱۷ کلیسای سوئد اعلام کرد: «ترجیح بر این است که از خطاب کردن خدا با ضمیر مذکر He پرهیز شود». با این‌حال این یک واقعیت است که تصور کردن خدا به‌شکلی غیر از یک «مرد» بسیار دشوار است و این موضوع در باور عموم عمیقاً ریشه دارد. بر اساس یک نظرسنجی که در سال ۲۰۱۸ از مسیحیان بریتانیا انجام شد تنها ۱٪ شرکت‌کنندگان معتقد بودند خدا زن است. از نکات قابل توجه این نظرسنجی این بود که ۴۱٪ از زنان شرکت‌کننده معتقد بودند خدا مرد است در حالی‌که ۳۰٪ از شرکت‌کنندگان مرد چنین عقیده‌ای داشتند.
مرد دانستن خدا ممکن است با برداشت افراد از نقش زن و مرد در خانواده یا جامعه مرتبط باشد. به باور عده‌ای پدر، رئیس خانواده است و در نتیجه همسرش باید تسلیم او باشد و به او احترام بگذارد. این تصور از رهبر یا رئیس خانه سبب می‌شود آن‌ها خدا را به عنوان پدر و نه مادر در نظر بگیرند. در سال ۲۰۲۰ محققان دانشگاه استنفورد مطالعاتی در مورد تصور مردم ایالات متحده از خدا و نقش او به‌عنوان یک رهبر انجام دادند. مطالعات آن‌ها شامل هفت بخش مختلف بود و علاوه‌بر پیروان آیین مسیحیت، بی‌خدایان و اگنوستیک‌ها هم مورد پرسش قرار گرفتند. نتیجهٔ این تحقیقات که در شمارهٔ ژانویهٔ ۲۰۲۰ ژورنال شخصیت و روان‌شناسی اجتماعی منتشر شد نشان می‌دهد اکثر شرکت‌کنندگان در نظرسنجی خدا را به‌شکل یک «مرد سفیدپوست» تصور می‌کردند. در بخش دیگری از این مطالعات، محققان با بررسی تصاویر موتور جستجوی گوگل که خدا را در شمایل انسان نشان می‌داد دریافتند ۸۷٫۵٪ تصویرها یک فرد سفیدپوست، ۷۴٪ یک مرد و ۷۲٪ یک مرد سفید را نشان می‌دهند.

## ادیان ابراهیمی

### یهودیت
گرچه در کتاب مقدس تَنَخ، جنسیت خدا با تصاویر و ضمایر دستوری مردانه مورد اشاره قرار می‌گیرد، اما فلسفهٔ یهودیت به‌صورت سنتی جنسیت به‌خصوصی را به خدا نسبت نمی‌دهد.

### مسیحیت

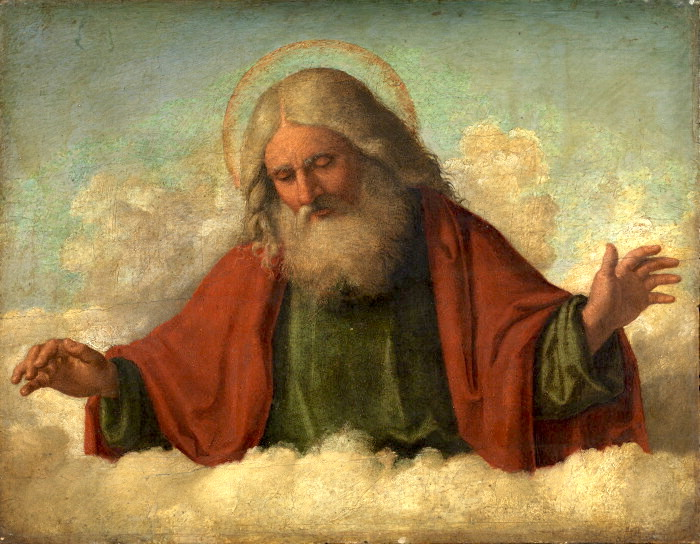
خدای پدر، چیما دا کونلیانو، c. ۱۵۱۰–۱۵۱۷

بیشتر مسیحیان به تثلیث اعتقاد دارند که بر مبنای آن یک خدای واحد وجود دارد که در قالب سه شخصیت خدای پدر، خدای پسر و روح‌القدس ظاهر شده‌است. خدای پسر که در وجود عیسی تجسم پیدا کرد یک انسان مشخصا مذکر است. فلسفهٔ کلاسیک غربی خدا را فاقد جنسیت قطعی می‌داند زیرا داشتن جسم برای خدا غیرممکن است.

### اسلام
قرآن و اسلام تأکید ویژه‌ای بر یکتا بودن خدا دارند. در قرآن اکثراً از الله با ضمایر «هوْ» یا «هُوَ» یاد می‌شود. گرچه این‌ها معمولاً به‌عنوان ضمیر مذکر غایب «او» ترجمه می‌شوند، می‌توانند به‌عنوان ضمیر بدون جنسیت «ایشان» هم استفاده شوند. در آیهٔ سوم و چهارم سورهٔ توحید در توصیف خدا گفته شده‌است: «نزاییده و زائیده نشده‌است و هیچ‌کس مانند او (هُوَ) نیست». در بخش‌هایی از قرآن هم از ضمایر نسبی مانند «مَنْ» یا «ما» به معنی «کسی که» برای یاد کردن از خدا استفاده شده‌است مثل آیهٔ پنجم سورهٔ شمس که در آن آمده‌است: «قسم به آسمان و کسی که آن را بنا کرد».

### بهائیت
بهاءالله، پایه‌گذار آیین بهائیت در بخش دوم کتاب ایقان جایی از خدا به‌عنوان مادر یاد کرده‌است:
چنانچه اهل فرقان را می‌بینی که چگونه بمثل اُمَم قبل بذکر خاتم‌النبیّین محتجب گشته‌اند با این‌که خود مقرّند بر این‌که وَمَا یَعْلَمُ تَأْوِیلَهُ إِلَّا اللَّهُ وَالرَّاسِخُونَ فِی الْعِلْمِ بعد که راسخ در علوم و اُمّها و نفسها و ذاتها و جوهرها بیان می‌فرماید که قدری مخالف هوای ایشان واقع می‌شود.

### مورمون
بر خلاف مسیحیان، آموزه‌های فرقۀ مورمون ها که قدیسان آخرالزمان (Latter Day Saints Mormons) نیز نامیده می‌شوند، این نظریه را رواج می‌دهد که خدای پدر، پسر و روح‌القدس به‌صورت فیزیکی سه شخصیت مجزا هستند در حالی که هر ۳ یک هدف مشترک دارند. این کلیسا برای خدای پدر یک همسر آسمانی به‌نام مادر بهشتی متصور است و انسان‌ها را فرزندان روحانی این زوج آسمانی به‌شمار می‌آورد.